# Reality show

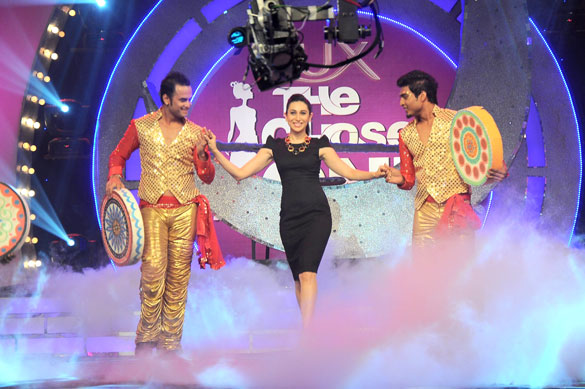
Reality show

Reality show – typ programów telewizyjnych, w których z reguły występują osoby wcześniej niezwiązane zawodowo z telewizją. Osoby te w założeniu mają zachowywać się „naturalnie” przed kamerą w sztucznie zaaranżowanej, niekiedy ekstremalnej, sytuacji. Wiele z programów ma postać konkursu. 
Istotą programu jest postawienie widza w roli „podglądacza”. Reality show rzadko bywają nadawane na żywo – z reguły jest to program rejestrowany i montowany. Pierwszym polskim reality show był Agent nadawany w telewizji TVN.

## Ogólny podział
Programy typu reality show można przyporządkować do trzech głównych kategorii:
- dokumentalizowane reality show – programy, w których widz ma wrażenie bycia biernym obserwatorem wydarzeń z codziennego życia (prywatnego i/lub zawodowego) bohaterów, choć niektóre sceny mogą być zaaranżowane przez produkcję; forma niektórych pozycji może przypominać serial telewizyjny;

- „aranżowane” reality show – o ile zdarzenia zawarte w dokumentalizowanych reality show wciąż mogłyby się wydarzyć bez udziału producentów i obecności kamer, to w przypadku drugiego typu reality show wszelkie wydarzenia są otwarcie aranżowane na potrzeby produkcji (np. spotkanie konkretnych grup nieznajomych, wyjazd na wspólną wycieczkę, zamieszkanie w jednym domu itp.);
- reality competition show / reality game show (turnieje, rozgrywki, rywalizacje) – konkursy, z których systematycznie odpadają kolejni zawodnicy (poprzez eliminację głosami uczestników, jurorów, widzów, bądź kombinacji tych trzech podmiotów), najczęściej po to, by wyłonić jednego zwycięzcę; gracze, podczas walki o główną nagrodę, mogą przebywać w specjalnie przygotowanych przez produkcję lokalizacjach (domy, studia, wyspy).

Ponadto występuje także zjawisko constructed-reality show, które polega na częściowej realizacji programu według scenariusza, a częściowo jako efekt zachowań uczestników. Przykładem tego typu produkcji jest The Hills: New Beginnings.